# The LAZY HOUSE
1. 店舗入り口、看板の写真
2. 接客の動画
3. 店の外観・内装の写真
4. メニューの写真
5. 提供される料理の写真

the LAZY HOUSE（ザ レイジー ハウス）は、愛知県名古屋市中川区にあるカフェ・レストラン。カフェ「the BAKE HOUSE」を間借りして営業され、「日本一接客が悪いレストラン」としてSNSなどで話題となっている。

## 概要
毎週金・土・日曜日および祝日のみ営業。昼間は、スウェーデンのヨーテボリの公園や緑に囲まれた小さな家をモチーフにしたカフェ「the BAKE HOUSE」として営業されている。なお、the BAKE HOUSEは東京都杉並区の和田堀公園（本店）・愛知県名古屋市の庄内緑地にも店舗を構えている。
the LAZY HOUSEは店員の接客態度が明らかに悪く、「日本一接客が悪いレストラン」としてSNSなどで話題となっている。例えば、以下のような接客が行われている。
- 入店時に「雑魚」などと蔑称で呼ばれる
- 注文をとるとき勝手に座る
- だるそうな態度をとる
- 「早く帰れ」と暴言を吐く
- 皿を乱暴に置く
- ピコピコハンマーでたたく

なお、「基本的に店員のほうが格上」というスタンスが取られている。
入口で、接客態度の悪さはあくまでコンセプトであると丁寧な説明を受け、他にも丁寧な接客が行われるが、店内に入ると店員の態度が一変し、「通常通り」の（態度が悪い）接客になる。その後、会計を済ませ店を出ると、店員の表情が笑顔に変わり、客に優しい言葉をかけ、店員全員が笑顔で手を振るなど丁寧な見送りが行われる。
悪口は基本的に店員のアドリブ。
従業員に対し、接客に関するマニュアルは設けられていない。ただし、暴力や差別的な発言など「やってはいけない」ことのマニュアルは存在し、身長・ジェンダー・人種など先天的な内容に関することを言うことは禁止されている。
多くの客は本店舗のコンセプトを理解しているが、女性スタッフが、接客態度に不満を持った男性に腕と胸ぐらを掴まれて壁側に押し付けられ、「どういうコンセプトだ、子どもが泣いてるだろう。責任者呼んでこい」と大きな声で怒鳴られ、さらに腕から出血したというトラブルも発生している。
2023年にはフィッシャーズやサワヤンやマナル隊などのYouTuberが訪れ、TikTokやYouTubeで話題となった。2024年には、日本テレビのバラエティ番組『笑ってコラえて!』で取材された。
店長の竹原大樹は、インタビューで当カフェについて「“接客態度の悪い店”っていうのはテーマなんですけど、結局なんだかんだ最終的な（営業の）ゴールって“笑わせること”なんですね。今の若い世代に、勝手にSNS上でバイラル的に拡散していくようなものを作りたかったですね」と語っている。
店を訪れた若者は、マーケティングアナリストの原田曜平のインタビューに対して、「店員を晒す投稿がSNSで増加しているが、接客に対する批判が過激だと感じている」とし、こうした店員がフランク・失礼なコンセプトの店舗について「現在の風潮に逆らっている点が面白いと思う」と回答している。
2024年9月、the LAZY HOUSEは期間限定で福岡県福岡市の天神にもオープンした。